# Zvjezdan Linić
Zvjezdan Linić (Svilno, 1. veljače 1941. – Samobor, 7. prosinca 2013.), hrvatski katolički svećenik, franjevac.

## Životopis

### Djetinjstvo i mladost
Rođen je 1. veljače 1941., no kao datum rođenja je upisan 1. ožujka 1941. Krsno mu je ime Vjekoslav. Rođen je u bolnici na Sušaku, a obitelj je živjela u Svilnom, nedaleko od Rijeke. Roditelji su mu bili Josip i Ludmila rođena Mohorić koji su imali ukupno osmero djece, dvije kćeri i šestoricu sinova. Rastao je u blizini svetišta Majke Milosti na Trsatu, u obitelji koja je snažno živjela svoju vjeru. Majka je bila krojačica, a otac je bio radnik u tvornici za preradu drva. Vjekoslav je pohađao najprije osnovnu školu u Orehovici, a od petog razreda išao je u školu u Rijeci, do koje je morao svakoga dana prehodati pet kilometara.
Kad je trebao krenuti u srednju školu, Vjekoslav je stupio u franjevačko sjemenište, a 24. kolovoza 1958. stupio je u franjevački novicijat. Sljedeće godine, 25. kolovoza, položio je prve redovničke zavjete, 17. rujna 1965. godine i svečane zavjete. U Redu Manje braće dobiva ime Zvjezdan. Zaređen je za svećenika 29. lipnja 1967. na blagdan sv. Petra i Pavla u crkvi sv. Franje na zagrebačkom Kaptolu. Zaredio ga je tadašnji nadbiskup kardinal Franjo Kuharić.

### Svećenički život
Godine 1968. fra Zvjezdan Linić nalazi se u Innsbrucku na poslijediplomskom studiju teologije, a potom odlazi u Pariz gdje je 1971. doktorirao teologiju. Po završetku poslijediplomskoga studija namješten je na Trsatu gdje se tada nalazilo Franjevačko učilište te je ondje predavao liturgijske kolegije, a istodobno je predavao i na Institutu za teološku kulturu laika. Nakon toga, 1977. godine, premješten je u Karlovac, gdje je bio župni vikar, a već sljedeće godine u Novi Sad gdje je kratko vrijeme djelovao kao vjeroučitelj i duhovnik Franjevačkoga svjetovnog reda među Hrvatima. Već godine 1978. nalazi se u Osijeku kao vikar samostana i voditelj ministranata, a 1981. postaje i provincijski asistent Franjevačkoga svjetovnog reda. Prve seminare za evangelizaciju, te evangelizaciju i duhovnu obnovu, održao je godine 1980. U samostanu na zagrebačkom Kaptolu, kamo je premješten godine 1982. ostat će 15 godina i ostaviti neizbrisiv trag. I dalje je bio provincijski asistent Franjevačkoga svjetovnog reda, a postao je i vjeroučitelj studenata. Vodio je i mjesno bratstvo Franjevačkoga svjetovnog reda na Kaptolu, osnovao i vodio više molitvenih skupina, te bio duhovnik časnih sestara. Braća franjevci 1994. godine izabrala su ga za provincijskoga definitora, a tada je postao i nacionalni asistent Franjevačkoga svjetovnog reda. Bile su to godine kad je, s padom socijalističkoga uređenja, sve više ljudi otkrivalo vjeru, pa se fra Zvjezdan osobito posvetio vođenju katekumena i njihovoj pripravi za sakramente kršćanske inicijacije. Njegov vjeronauk za odrasle mnogima je produbio poznavanje vjere. U doba Domovinskoga rata bio je duša molitava za mir koje su se održavale i kad su na snazi bile uzbune. Na osobiti je način promicao euharistijsku pobožnost i putem euharistijskih klanjanja. Kroz 15 godina provedenih u samostanu na Kaptolu fra Zvjezdan je razgovarao s mnogim ljudima, nastojeći im pomoći u životnim problemima. Obilazio je obitelji, osobito bolesnike i bio strpljiv ispovjednik. U tom razdoblju intenzivira se i njegovo djelovanje oko evangelizacije i duhovne obnove osobito kroz seminare, a fra Zvjezdan ostaje i traženi voditelj duhovnih vježbi za svećenike, redovnike i redovnice te voditelj duhovnih obnova za laike.

### Djelovanje u Samoboru
U posljednjem razdoblju svojega života, od 1997. godine, fra Zvjezdan Linić osmišljava i vodi Kuću susreta Tabor uz franjevački samostan u Samoboru. Ponajviše njegovom zaslugom to mjesto postaje utočište za sve ljude koji traže duhovnu pomoć, koji su opterećeni bolestima i ostalim životnim trpljenjima. Kao voditelj Kuće susreta Tabor, nastavlja i s objavljivanjem brojnih knjiga duhovne tematike, a ne prekida ni vođenje seminara za evangelizaciju i duhovnu obnovu, koje osobito početkom 21. stoljeća organizira i u velikim sportskim dvoranama u domovini i u svijetu. Mnogo puta je gostovao u televizijskim i radijskim emisijama te dao velik broj intervjua za novine i časopise. Napisao je velik broj knjiga katoličke tematike. Proslavio je 40. godina misništva 2007. godine u svojoj rodnoj župi u Grobniku.
Fra Zvjezdanov lik dokumentirala je Ljiljana Bunjevac Filipović u dokumentarnom filmu Zvjezdan (2008.), čija je scenaristica i redateljica.
Fra Zvjezdan Linić je bio voditelj Duhovne obnove grada Rijeke, na kojoj je okupio mnoge. Nakon njegove smrti uslijedila je stanka duža od desetljeća i tek 2017. organizirana je nova duhovna obnova.
U ožujku 2013. godine objavljena je vijest da je fra Linić obolio od tumora na mozgu, koji nije bio operabilan. Preminuo je 7. prosinca 2013. u Samoboru.

## Knjige
- Na dlanu ruke Očeve - razmišljanja o Bogu Ocu (1995.)
- Učitelju gdje stanuješ - biblijska razmatranja za duhovnu obnovu i kršćansko iskustvo (1996.)
- Neka mi bude po riječi tvojoj - duhovne misli i meditacije uz nedjelje i blagdane kroz liturgijsku godinu "B" (1996.)
- Križni put (1997.)
- Radosno u novi dan (1997.)
- Pripravi srce za susret (1997.)
- Riječ za dobar dan (1997.)
- Iz dana u dan (1997.)
- I riječ tijelom postala - duhovne misli i meditacije uz nedjelje i blagdane kroz liturgijsku godinu "C" (1997.)
- U početku bijaše riječ - duhovne misli i meditacije uz nedjelje i blagdane kroz liturgijsku godinu "A" (1998.)
- Moliti sa Svetim Franjom (1988.)
- Očenaš, razmatranje o molitvi Očenaša (2000.)
- Gospodine, samo reci riječ - evanđeoske meditacije (2003.)
- Pashalni misterij Isusove muke, smrti i uskrsnuća (2006.)
- Dobra strana života (2007.)
- Bog - svakodnevna tajna i objava (2007.)

## Vanjske poveznice
- Zaziv Duha znanja, mudrosti, razuma…  Arhivirana inačica izvorne stranice od 8. studenoga 2012. (Wayback Machine)